# 羅曼丘科韋
51°3′17″N 33°32′12″E / 51.05472°N 33.53667°E
羅曼丘科韋（烏克蘭語：Романчукове）是位於烏克蘭東北部的村莊，由蘇梅州科諾托普區的杜博夫亞濟夫卡市鎮負責管轄。該村處於捷爾恩河畔，距離切爾涅恰鎮1公里，海拔高度165米，2001年人口307。